# Symphyosphys serkoi
Symphyosphys serkoi är en mångfotingart som beskrevs av Pius Strasser 1939. Symphyosphys serkoi ingår i släktet Symphyosphys och familjen Attemsiidae. Inga underarter finns listade i Catalogue of Life.